# Limonius crotchi
Limonius crotchi là một loài bọ cánh cứng trong họ Elateridae. Loài này được Horn miêu tả khoa học năm 1872.